# تینا گو
تینا گو (انگلیسی: Tina Guo؛ زادهٔ ۲۸ اکتبر ۱۹۸۵) موسیقی‌دان اهل ایالات متحده آمریکا است. وی از سال ۱۹۹۴ میلادی تاکنون مشغول فعالیت بوده‌است. تینا متولد شانگهای چین است و به عنوان یک نوازندهٔ حرفه‌ای ویولنسل همکاری بسیار نزدیکی با نوازندگان و مصنفان فیلم‌های سینمایی دارد.